# Lagosanto

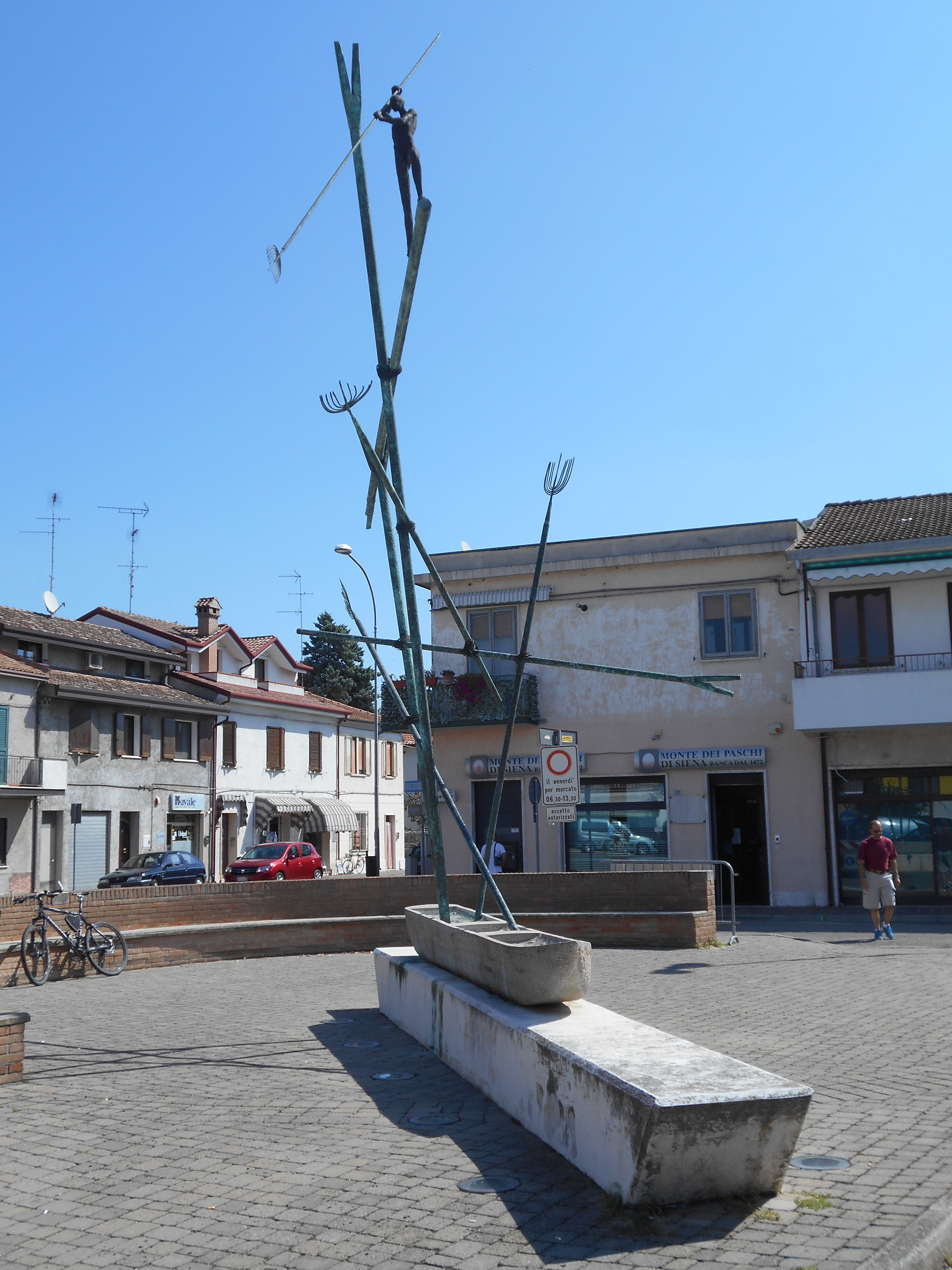
monumento al fiocinino

Lagosanto (Làgh in dialetto laghese) è un comune italiano di 4 658 abitanti della provincia di Ferrara in Emilia-Romagna. Faceva parte dell'Unione Delta del Po.

## Geografia fisica
Il territorio del comune di Lagosanto si estende nella parte orientale della Pianura Padana, in corrispondenza delle Valli di Comacchio.
Il centro abitato si trova a 0 m s.l.m., che rende Lagosanto il comune meno alto d'Italia, riferendo l'altitudine all'altezza sul livello del mare della casa comunale. Il punto più basso d'Italia si trova, invece, ad appena 19 km, in località Contane, nel territorio comunale di Jolanda di Savoia.

### Clima
- Classificazione climatica: zona E, 2268 GR/G

## Storia
Il comune nacque nel 1013 dalla concessione di un territorio alla comunità laghese da parte dell'allora potente Abbazia di Pomposa, nel 2013 infatti il comune ha compiuto i suoi mille anni.
Sino agli anni venti del Novecento, anni in cui il regime fascista fece le bonifiche nel basso ferrarese, Lagosanto era circondato per tre quarti dalle valli (Valle Pega, Ponti e Trebba), valli legate indissolubilmente alla vita ed alla storia di Lagosanto: lo dimostra il monumento al fiocinino in piazza Vittorio Veneto, simbolo dell'importante tradizione lagotta legata alla pesca, anche di frodo nelle valli di Comacchio. Dagli anni trenta in poi Lagosanto si è trasformato in un paese a vocazione agricola, come da prevalenza nel basso ferrarese, vocazione palesata nella locale sagra della fragola. Un tempo parte delle valli tra Lagosanto e Comacchio erano lagotti, ma il cosiddetto rogito Giletti stipulato tra delegazione francese napoleonica e Comacchio vendette tutte le valli al comune di Comacchio, che di conseguenza ne divenne l'unico legittimo proprietario. Dopo la caduta di Napoleone I, nel 1814, la comunità lagotta ha intentato una causa nei confronti di Comacchio, da loro accusata di appropriazione indebita e di essere stata trattata con favoritismi da parte dei francesi assetati di denaro. Suddetta causa durò per più di 100 anni e si concluse nel 1927 con un lodo arbitrario nel quale venne data ragione a Comacchio e Lagosanto venne relegata negli angusti confini in cui ancora oggi si ritrova. Questo ha determinato la famosa rivalità che c'è tuttora tra i due paesi.

### Simboli
Lo stemma e il gonfalone sono stati concessi con DPR dell'8 agosto 1994 che sostituisce un DCG di riconoscimento dello stemma del 22 aprile 1939 e un regio decreto di concessione del gonfalone del 1º febbraio 1940.
Stemma
(DPR dell'8 agosto 1994)
Sembra che lo stemma risalga almeno al 1750. La figura della conchiglia potrebbe alludere al lago, ma può anche essere un riferimento a sant'Appiano, che avrebbe avuto qui il suo romitaggio: nell'iconografia tradizionale i pellegrini solevano portare con sé una conchiglia per bere.
Gonfalone
(DPR dell'8 agosto 1994)

## Società

### Evoluzione demografica
Abitanti censiti

5 013 abitanti nel 2012

### Istituzioni, enti e associazioni

#### Ospedale del Delta
Dal 2001 è stato inaugurato l'Ospedale del Delta, che è stata la prima struttura sanitaria nel 2004 ad ottenere l'accreditamento istituzionale in Emilia-Romagna per gli standard accertati e verificati  ed è compreso tra gli istituti IRCCS. La struttura ha come bacino di utenza tutto il territorio provinciale legato all'area del Delta del Po.

## Cultura

### Eventi
Antica Fiera d'Agosto
L'Antica Fiera d'Agosto di Lagosanto, giunta alla sua 449ª edizione nel 2023, è una tradizione secolare che si svolge dal primo fine settimana di agosto, solitamente dal venerdì al martedì. Nel 2023, l'evento si è tenuto dal 4 all'8 agosto, animando il centro del paese con una varietà di attività culturali, sportive e di intrattenimento.
La fiera è organizzata dalla Pro Loco in collaborazione con le associazioni locali e il patrocinio del Comune. Il programma include mostre culturali, spettacoli musicali, esibizioni di danza, mercatini e un luna park. Le mostre, curate da diverse associazioni, sono state ospitate nelle scuole di via Roma e presso la Torre dell’Orologio, dove Federcaccia ha presentato una mostra sulle antiche attrezzature del primo '900.
Le serate sono state animate da numerosi eventi, tra cui concerti e spettacoli di danza. Il venerdì sera ha visto l’inaugurazione ufficiale della fiera con un concerto della band 'Superfolk', mentre il sabato è stato dedicato alla musica con esibizioni della scuola di musica Music Lab di Lido degli Estensi. La domenica ha ospitato lo spettacolo 'DanzaInFiera', con esibizioni di varie associazioni di danza locali.
Uno dei momenti clou della fiera è stato il contest 'Lagosanto Rising Stars', che ha visto la partecipazione del ballerino Samuel Peron di 'Ballando con le Stelle'. La manifestazione si è conclusa con un grande spettacolo pirotecnico e l'estrazione della tombola, che ha messo in palio premi fino a 10.000 euro.
L'evento non è solo un'occasione di festa, ma anche un importante momento di aggregazione per la comunità locale, che partecipa attivamente alla sua organizzazione e svolgimento.
Sagra della Fragola di Lagosanto
Ogni anno, nel mese di maggio, la cittadina di Lagosanto diventa la capitale delle fragole grazie alla tradizionale Sagra della Fragola. Questo evento, giunto alla sua 29ª edizione, celebra il succoso e profumato frutto che è diventato simbolo della comunità, dove si coltiva il 90% delle fragole italiane. La sagra rappresenta uno degli appuntamenti più longevi e attesi della Provincia di Ferrara, richiamando visitatori da tutta la regione e oltre.
La sagra offre un ricco programma di attività che uniscono sapori, tradizione e divertimento. Il fulcro della manifestazione è lo stand gastronomico situato presso la sede AUSER in Via Donatori del Sangue, dove si possono gustare una vasta gamma di piatti a base di fragole e altre specialità culinarie locali. Ogni anno, chef locali e ospiti preparano delizie uniche, esaltando il gusto delle fragole in combinazioni sia dolci che salate.
Oltre alle prelibatezze culinarie, i visitatori possono passeggiare tra i mercatini dell'artigianato, dove è possibile trovare prodotti unici e creativi, perfetti come souvenir di questa indimenticabile esperienza. I mercatini offrono una varietà di oggetti fatti a mano, dall'abbigliamento agli accessori, fino agli articoli per la casa, espressione del talento e della creatività degli artigiani locali.
Per chi cerca un po' di divertimento, non manca il Luna Park con attrazioni e giochi per tutte le età. Dalle giostre tradizionali ai giochi più moderni, il Luna Park offre momenti di svago per grandi e piccini, rendendo la sagra un evento adatto a tutta la famiglia.
Le serate della sagra sono arricchite da piacevoli intrattenimenti musicali e spettacoli dal vivo. Band locali e artisti di vario genere si esibiscono, creando un'atmosfera festosa e coinvolgente che invita alla danza e al divertimento. Balli di gruppo e musica dal vivo rendono ancora più magica l’esperienza di gustare i sapori della nostra terra in compagnia di amici e familiari.
Un altro elemento distintivo della Sagra della Fragola di Lagosanto è la collaborazione con i ristoranti locali, che contribuiscono all’offerta gastronomica con piatti esclusivi e degustazioni a tema. Questo stretto legame con il territorio e i suoi operatori gastronomici garantisce un’esperienza autentica e di alta qualità.
Partecipare alla Sagra della Fragola di Lagosanto significa immergersi nei sapori, nei profumi e nelle tradizioni di una comunità che celebra con orgoglio uno dei suoi prodotti più pregiati. È un'occasione imperdibile per scoprire la cultura e l'ospitalità di Lagosanto, godendo di un evento che ogni anno sa rinnovarsi e sorprendere.

## Amministrazione
Di seguito è presentata una tabella relativa alle amministrazioni che si sono succedute in questo comune.
| Periodo         | Periodo         | Primo cittadino       | Partito                                                                                  | Carica  | Note   |
| --------------- | --------------- | --------------------- | ---------------------------------------------------------------------------------------- | ------- | ------ |
| 2 luglio 1985   | 26 maggio 1990  | Attilio Torri         | Partito Comunista Italiano                                                               | Sindaco | [ 10 ] |
| 15 giugno 1990  | 15 gennaio 1994 | Attilio Torri         | Partito Comunista Italiano, Partito Democratico della Sinistra                           | Sindaco | [ 10 ] |
| 15 gennaio 1994 | 24 aprile 1995  | Odilio Tancini        | Partito Socialista Italiano                                                              | Sindaco | [ 10 ] |
| 24 aprile 1995  | 14 giugno 1999  | Odilio Tancini        | lista civica                                                                             | Sindaco | [ 10 ] |
| 14 giugno 1999  | 14 giugno 2004  | Loris Gadda           | centro-sinistra                                                                          | Sindaco | [ 10 ] |
| 14 giugno 2004  | 8 giugno 2009   | Loris Gadda           | centro-sinistra                                                                          | Sindaco | [ 10 ] |
| 8 giugno 2009   | 3 giugno 2013   | Paola Ricci           | lista civica Insieme per Lagosanto                                                       | Sindaco | [ 10 ] |
| 26 maggio 2014  | 27 maggio 2019  | Maria Teresa Romanini | lista civica Insieme per Lagosanto                                                       | Sindaco | [ 10 ] |
| 27 maggio 2019  | 10 giugno 2024  | Cristian Bertarelli   | lista politica Centro-destra unito per Lagosanto (Lega, Forza Italia, Fratelli d'Italia) | Sindaco | [ 10 ] |
| 10 giugno 2024  | in carica       | Cristian Bertarelli   | lista civica Uniti per Lagosanto                                                         | Sindaco | [ 10 ] |